# Епархия Манзини
Епархия Манзини (лат. Dioecesis Manziniensis) — епархия Римско-Католической церкви с центром в городе Манзини, Эсватини. Епархия Манзини входит в митрополию Йоханнесбурга. Кафедральным собором епархии является храм Успения Пресвятой Девы Марии. 

## История
19 апреля 1923 года Римский папа Пий XI издал бреве «Quae catholico», которым учредил апостольскую префектуру Свазиленда, выдели её из апостольских викариатов Наталя (сегодня — Архиепархия Дурбана). Пастырское попечение апостольской префектурой Свазиленда было поручено монахам из монашеского ордена сервитов.
15 марта 1939 года Римский папа Пий XII выпустил буллу «Si in quavis», которой преобразовал апостольскую префектуру Свазиленда в апостольский викариат.
11 января 1951 года Римский папа Пий XII выпустил буллу «Suprema Nobis», которой преобразовал апостольский викариат Свазиленда в епархию Бремерсдорпа. В этот же день епархия Бремерсдорпа вошла в митрополию Претории.
23 июня 1958 года епархия Бремерсдорпа передала часть своей территории для возведения новой апостольской префектуры Волькруста (сегодня — Епархия Данди).
7 ноября 1961 года епархия Бремерсдорпа была переименована в епархию Свазиленда.
12 ноября 1962 года епархия Свазиленда передала часть своей территории для возведения новой апостольской префектуры Ингвавумы (сегодня — Апостольский викариат Ингвавумы).
5 июня 2007 года епархия Свазиленда вошла в митрополию Йоханнесбурга. 

## Ординарии епархии
- священник Пеллегрино Беллецце O.S.M.[1] (15.03.1923 — 1932);
- епископ Костантино Мария Аттилио Барнески O.S.M. (15.03.1939 — 21.05.1965);
- епископ Джироламо Мария Казалини O.S.M. (18.12.1965 — 24.01.1976);
- епископ Алоизий Исаак Мандленхози Зване (24.01.1976 — 10.08.1980);
- епископ Луи Нкамисо Ндлову O.S.M. (1.07.1985 — 27.09.2012);
- епископ Хосе Луис Херардо Понсе де Леон I.M.C. (29.11.2013 — по настоящее время).

## Источник
- Annuario Pontificio, Libreria Editrice Vaticana, Città del Vaticano, 2003, ISBN 88-209-7422-3
- Бреве Quae catholico, AAS 15 (1923), стр. 201  (лат.)
- Булла Si in quavis, AAS 31 (1939), стр. 216  (лат.)
- Булла Suprema Nobis, AAS 43 (1951), стр. 257  (лат.)